# Bains de la reine maure
Les Bains de la reine maure, en espagnol : Baños de la Reina Mora, sont des bains publics situés à Séville, en Espagne. Datant de la période des Almohades, ils restèrent en fonction après la reconquête de Séville jusqu'au XVIe siècle.

## Histoire
Ils ont été bâtis à la fin du XIIe siècle dans l’actuel quartier de San Vicente. Cette zone se situait alors dans une île entre du Guadalquivir et l'un de ses bras aujourd'hui disparu. Malgré son relatif isolement, la zone était dans le noyau urbain protégé par les murailles. La datation de ces bains est approximative et est déduite des tracés des rues de la ville, de ses dimensions, des phases de développement de la ville alors qu'elle était capitale almohade et des matériaux employés. Par leurs dimensions, ces bains sont les principaux à Séville et parmi les plus grands d'al-Andalus. Leur importance a été confirmée par la découverte en 2003 d'un palais almohade dans le couvent de Santa Clara attenant. Dans les environs se trouvaient également une mosquée, devenue la paroisse San Vicente.

## Après la Reconquista
Avec la Reconquista, Séville tombe aux mains des castillans catholiques le 23 novembre 1248 après un siège de 18 mois. Au début du XIVe siècle le Chapitre de chanoines prend en charge son administration puis le vend en 1542. En 1551 Antonio Gerónimo de Montalván et Ana Enríquez le cèdent. Il est intégré au Couvent « Dulce nombre de Jesus » où il sert d'accueil aux femmes publiques et à la communauté de religieuses agustines. En 1837 cette communauté de religieuses rejoint les religieuses de Saint Leandre, et le couvent devient une maison. En 1886 le bâtiment devient la « Commanderie des ingénieurs militaires ». En 1976, la caserne est détruite, mais sont conservés le bain principal  et ses dépendances qui font l'objet de fouilles pendant les années 1980. La propriété passe à la Mairie de Séville et ils sont déclarés bien d'intérêt culturel en 1996,.

## Description
Par leur taille, ces bains sont parmi les plus grands construits dans al-Andalus. De plus, leur structure est assez éloignée des hammams habituels, avec une grande salle  pour le tepidarium ou wastani dans le centre. Le bâtiment a souffert de nombreuses transformation durant son histoire, particulièrement lors de sa transformation en couvent, et son abandon des années 1980 et 1990.